# Alessandro Parrello
Alessandro Parrello (Roma, 25 settembre 1980) è un regista, sceneggiatore, attore e produttore cinematografico italiano.

## Biografia
Nel 2003 esordisce nella serie TV Elisa di Rivombrosa e nel 2004 debutta come protagonista nella serie TV Sweet India, diretta da Riccardo Donna. Nel 2005 è nel cast del programma TV Una notte con Zeus, condotto da Daniela Poggi e in onda su Rai 3. Dal 2007 vive e lavora tra l'Italia e gli Stati Uniti. Nel 2008 debutta come regista e autore con il cortometraggio Troppo d'azzardo, in onda su Coming Soon Television.  il film indipendente The Kindness of Strangers, proiettato durante il 63º Festival di Cannes. Nel 2011 fonda a Roma la sua casa di produzione indipendente West 46TH Films, specializzata nella produzione di prodotti audiovisivi, cinematografici e in realtà virtuale 3D. Nel 2016 dirige il suo secondo cortometraggio dal titolo Il lupo del Pollino, distribuito da Rai Cinema Channel. Nel 2018 è co-protagonista accanto a Marco Leonardi del thriller La banalità del crimine di Igor Maltagliati e recita nel film TV La legge del numero uno di Alessandro D'Alatri presentato a Venezia 74 Giornate degli Autori.  Nel 2018 prende parte al film La partita, con Francesco Pannofino e nel 2019 dirige la sua opera cinematografica crossmediale Nikola Tesla the man from the future, sia in versione cinematografica che in realtà virtuale 3D, in lingua inglese, con Ross McCall e Federico Ielapi, uscita in Italia il 16 maggio 2022 su Rai Play. Nel 2020 cura la produzione e la regia televisiva dell’opera La Cenerentola di Gioachino Rossini, in collaborazione con le Gallerie degli Uffizi. Nel 2021 entra nel cast del film internazionale Across the River and Into the Trees di Paula Ortiz, con Liev Schreiber e Josh Hutcherson. Nel 2022 scrive e dirige il film breve Lo zio di Venezia, con Giorgio Tirabassi, Guglielmo Poggi e Maurizio Lombardi. Nel 2023 scrive e dirige il film breve Segni molto particolari, in collaborazione con la Polizia di Stato. Nel 2024 è autore e regista de Gli eroi vestiti di bianco, in collaborazione con la Guardia costiera e Alby l'ultimo ulivo, con protagonista Francesco Pannofino. Nel 2024 coproduce il cortometraggio Marcello, di Maurizio Lombardi, vincitore del Nastro d'argento 2025 al Miglior Cortometraggio Italiano. Nel 2025 scrive e dirige il thriller Dolcemente con Marco Leonardi, Antonio Gerardi e Fioretta Mari.

## Filmografia

### Attore

#### Cinema
- Thank you New York, regia di Constance Fichet (2009)
- The Kindness of Strangers, regia di Deborah Hadfield (2010)
- Agadah, regia di Alberto Rondalli (2017)
- La banalità del crimine, regia di Igor Maltagliati (2018)
- La partita, regia di Francesco Carnesecchi (2018)
- Di là dal fiume e tra gli alberi (Across the River and into the Trees), regia di Paula Ortiz (2022)

#### Televisione
- Sweet India, regia di Riccardo Donna – sitcom (2004)
- Una notte con Zeus, regia di Mimma Nocelli – programma TV (2005)
- Elisa di Rivombrosa 2 – serie TV (2005)
- Rex – serie TV (2010)
- Il bastardo innocente, regia di Igor Maltagliati (2014)
- Ricette e ritratti d'attore (2015)
- La legge del numero uno, regia di Alessandro D'Alatri (2017)
- È arrivata la felicità 2 – serie TV (2018)

#### Cortometraggi
- Troppo d'azzardo, regia di Alessandro Parrello (2008)
- Shuna, regia di Emiliano Ferrera (2013)
- Il lupo del Pollino, regia di Alessandro Parrello (2016)
- Nikola Tesla the man from the future, regia di Alessandro Parrello (2020)
- Segni molto particolari, regia di Alessandro Parrello (2023)

### Regista

#### Televisione
- La Cenerentola di Gioachino Rossini (2020)
- Non dirmi che hai paura adattamento teatrale di Laura Ruocco (2024)

#### Cortometraggi
- Troppo d'azzardo (2008)
- Il lupo del Pollino (2016)
- Romeo & Giulietta Experience - Film Immersivo (2017)
- Nikola Tesla, the Man from the Future (2020)
- La divina Commedia - Inferno - Un viaggio immersivo (2021)
- Lo zio di Venezia (2022)
- Segni molto particolari (2023)
- Gli eroi vestiti di bianco (2024)
- Alby l'ultimo ulivo (2025)

### Sceneggiatore

#### Cortometraggi
- Troppo d'azzardo (2008)
- Shuna, co-sceneggiatore, regia di Emiliano Ferrera (2013)
- Il lupo del Pollino (2016)
- Romeo & Giulietta Experience - Film Immersivo (2017)
- Nikola Tesla, the Man from the Future (2020)
- La divina Commedia - Inferno - Un viaggio immersivo (2021)
- Lo zio di Venezia (2022)
- Segni molto particolari (2023)
- Gli eroi vestiti di bianco (2024)
- Alby l'ultimo ulivo (2025)

## Teatro
- Molto rumore per nulla di William Shakespeare, regia di Guido D'Avino (2004)
- Come vi piace di William Shakespeare regia di Guido D'Avino (2003)
- Pulp, la rapina al ristorante di Quentin Tarantino, regia di Roberto Mariotti (2009)
- Canto di Natale di Topolino di Charles Dickens, regia di Benedetta Pontellini (2010)
- L'amore è una sostanza stupefacente di Paola Pessot e Alessandro Bardani, regia di Alessandro Bardani (2018)

## Riconoscimenti
- Premio Miglior Cortometraggio Italiano al Catania Film Festival 2023 per "Lo zio di Venezia".
- Premio Best Cinematic concept VR al Digital Media Fest 2021 per "Nikola Tesla the man from the future" in versione realtà Virtuale.
- Gold Award miglior cortometraggio a Hollywood Gold Awards 2021 per "Nikola Tesla the man from the future"
- Premio miglior cortometraggio giuria popolare al Fara Film Festival 2021 per "Nikola Tesla the man from the future"
- Menzione Speciale al Fabriano Film Festival 2021 per "Nikola Tesla the man from the future"
- Premio Migliore ambientazione cinematografica al Terni Film Festival 2020 per "Nikola Tesla the man from the future"
- Premio Miglior Cortometraggio Virtual Reality al Terni Film Festival 2020 per "Nikola Tesla the man from the future"
- Miglior attore protagonista al Life Beyond Life film Festival 2021 per "Nikola Tesla the man from the future"
- Premio Bagus al Cortinametraggio 2021 per "Nikola Tesla the man from the future"
- Premio Miglior Regia al Punto di vista International Film Festival 2020 per "Nikola Tesla the man from the future"
- Menzione speciale al Catania Film Festival 2020 per "Nikola Tesla the man from the future"
- Premio Miglior Cortometraggio Virtual Reality al Roma Creative Contest 2019 per "Lucid Trip"
- Premio speciale al Formia Film Festival 2018 per la produzione del film "La banalità del crimine"
- Miglior attore protagonista al Formia Film Festival 2017 per Il lupo del Pollino
- Premio Speciale Vincenzo Russo per la regia de "Il lupo del Pollino" al Napoli Cultural Classic Festival 2017
- Premio Microfono d'oro 2016 per la trasmissione radio "Rock Night Show" con Andrea Il Drago.